# Zub moudrosti

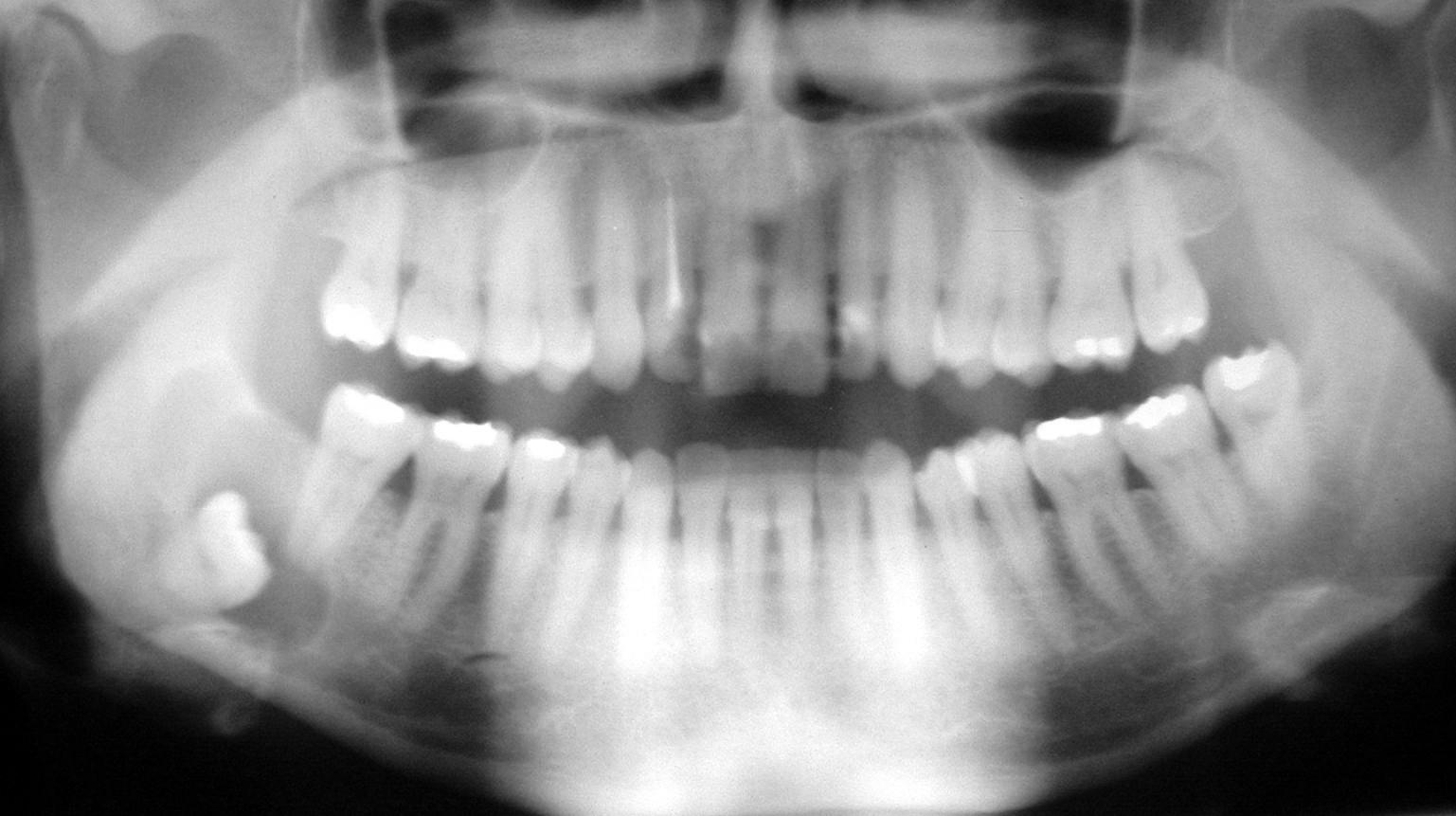
Rentgenogram dentice člověka – na levém dolním rohu je zubní cysta obklopující neprořezaný zub moudrosti

Zuby moudrosti jsou třetí stoličky. Obvykle se prořezávají až během 18.–24. roku života. U současného člověka pozbyly svou funkci, protože měkká potrava nevyžaduje takové mechanické zpracování v dutině ústní, jako tomu bylo v daleké minulosti. V důsledku toho došlo ke zkrácení čelistí a třetí stoličky často nemají dostatek místa k tomu, aby se prořezaly a správně zařadily do zubního oblouku.
U někoho se některá třetí stolička neprořeže vůbec. Jindy se třetí stolička prořezává šikmo nebo vodorovně; v tom případě je často vhodné její chirurgické odstranění. Problémy s prořezáváním zvláště dolních zubů moudrosti trpí až každý pátý člověk.
Třetí stoličky jsou příkladem monofyodontního zubu: , u většiny lidí vyrůstají pouze jednou za život. Existují lidé, kterým vyrostly třetí stoličky druhé, po odstranění prvních. U některých z nich již před odstraněním prvních třetích stoliček byly na rentgenových snímcích viditelné třetí stoličky druhé. Třetí stoličky mají dva až čtyři kořeny.

## Etymologie
Předpokládá se, že název zubu moudrosti pramení z toho, že se objevují mnohem později než všechny ostatní zuby. Se stejným pojmenováním se setkáváme i v jiných jazycích – anglicky wisdom teeth, německy Weisheitszahn, nizozemsky verstandskies, francouzsky dents de sagesse, srbochorvatsky umnjaci.

## Zdravotní problémy
Zuby moudrosti jsou někdy doprovázeny zdravotními problémy, včetně jejich retence, zánětu dásně a zubních cyst.
Retence zubů – stav, kdy se zub nemůže z nějakého důvodu prořezat – může postihnout jakýkoliv zub, ale u zubů moudrosti je nejčastější. Při zánětlivých komplikacích hovoříme o obtížném prořezávání zubů (Dentitio difficilis), při kterém se objevují bolesti, problémy s otevíráním úst, otok tváře nebo i vysoká horečka a celková schvácenost.
K zánětu dásně často vede usazování plaku okolo třetí stoličky. Při oslabení imunity se zánět může rozšířit i na ostatní tkáně. Zvláště je-li zub prořezán jen částečně, nebo ještě navíc šikmo k ostatním zubům, je téměř nemožné odstranit zubní plak, který se přirozeně usazuje na krčku zubu.
Zubní cysta se někdy vytvoří, když buňky sedící na povrchu skloviny neprořezaného zubu – ameloblasty – pokračují v sekreční činnosti vytvářející sklovinu. Cysta může být infikována za vzniku zánětu čelisti nebo se může tiše zvětšovat. Oslabuje okolní kost a může způsobit až zlomeninu postižené čelisti.
U neprořezaného zubu může dojít k degeneraci zubního váčku, ve kterém se zub vyvíjel.